# Tom McGrath (animatore)
Thomas McGrath, detto Tom (Lynnwood, 7 agosto 1964), è un doppiatore, animatore, regista e sceneggiatore statunitense.
Famoso animatore DreamWorks, è famoso per aver diretto Megamind, Baby Boss e co-diretto Madagascar.

## Filmografia parziale

### Doppiatore
- Madagascar (2005)
- Shrek terzo (2007)
- Madagascar 2 (2008)
- I pinguini di Madagascar - serie TV, 87 episodi (2008-2015)
- Megamind (2010)
- Il gatto con gli stivali (2011)
- Madagascar 3 - Ricercati in Europa (2012)
- I pinguini di Madagascar (The Penguins of Madagascar) (2014)

### Sceneggiatore
- Madagascar (2005)
- Madagascar 2 (2008)
- I pinguini di Madagascar (14 episodi, 2008-2010)

### Animazione
- Space Jam (1996)
- I pinguini di Madagascar (9 episodi, 2008-2010)

### Regista
- Madagascar (2005)
- Madagascar 2 (2008)
- Megamind (2010)
- Madagascar 3 - Ricercati in Europa (2012)
- Baby Boss (The Boss Baby) (2017)
- Baby Boss 2 - Affari di famiglia (The Boss Baby - Family Business) (2021)

### Produttore
- I pinguini di Madagascar (The Penguins of Madagascar), regia di Eric Darnell e Simon J. Smith (2014)

## Doppiatori italiani
- Luigi Ferraro in Madagascar, Madagascar 2, I pinguini di Madagascar (serie TV), Madagascar 3 - Ricercati in Europa, I pinguini di Madagascar
- Oliviero Dinelli in Megamind